# ExtraL
ExtraL è un singolo della cantante e rapper sudcoreana Jennie, pubblicato il 21 febbraio 2025 come terzo estratto dal primo album in studio Ruby.
Il brano vede la partecipazione della rapper statunitense Doechii.

## Pubblicazione
Le speculazioni su una collaborazione tra le due artiste sono iniziate quando il duo ha posato insieme nel backstage del Camp Flog Gnaw Carnival a novembre 2024. Jennie ha rivelato a Hits Radio di averla «desiderata per molto tempo», ma che ci è voluto del tempo per coordinarsi affinché la collaborazione si concretizzasse. Il 14 febbraio, Jennie ha condiviso sui suoi canali social un'anteprima di 10 secondi di una nuova canzone intitolata ExtraL, in collaborazione con Doechii, confermando così la collaborazione.

## Promozione
Jennie ha incluso ExtraL nella scaletta del suo The Ruby Experience, che è iniziato a Los Angeles il 6 marzo 2025, in concomitanza con l'uscita dell'album.

## Video musicale
Il video, diretto da Cole Bennett, è stato pubblicato in concomitanza con l'uscita del pezzo attraverso il canale YouTube di Jennie.

## Tracce
Testi e musiche di Jennie, Jaylah Hickmon, Dwayne Abernathy Jr., Alexis Andrea Boyd e Sorana Pacurar.
1. ExtraL (feat. Doechii) – 2:47

## Formazione
- Jennie – voce
- Doechii – voce aggiuntiva
- Dem Jointz – produzione, registrazione
- Jayda Love – registrazione
- Jennifer Ortiz – ingegneria del suono
- Chris O'Ryan – assistenza tecnica vocale, produzione vocale
- Șerban Ghenea – missaggio
- Bryce Bordone – assistenza al missaggio
- Chris Gehringer – mastering

## Classifiche
| Classifica (2025) | Posizione massima |
| ----------------- | ----------------- |
| Brasile           | 78                |
| Canada            | 58                |
| Corea del Sud     | 42                |
| Francia           | 94                |
| Grecia            | 37                |
| Hong Kong         | 13                |
| Irlanda           | 74                |
| Malaysia          | 9                 |
| Medio Oriente     | 20                |
| Nigeria           | 65                |
| Portogallo        | 71                |
| Regno Unito       | 37                |
| Singapore         | 8                 |
| Stati Uniti       | 75                |
| Taiwan            | 8                 |
| Thailandia        | 17                |
| Vietnam           | 8                 |